# Pseudocorythalia subinermis
Pseudocorythalia subinermis là một loài nhện trong họ Salticidae.
Loài này thuộc chi Pseudocorythalia. Pseudocorythalia subinermis được Lodovico di Caporiacco miêu tả năm 1938.